# Paralimnophila (Paralimnophila) artursiana
Paralimnophila (Paralimnophila) artursiana is een tweevleugelige uit de familie steltmuggen (Limoniidae). De soort komt voor in het Australaziatisch gebied.